# Théâtre de l'Œuvre
Il Théâtre de l'Œuvre è un teatro fondato a Parigi nel 1893 da Camille Mauclair, Edouard Vuillard e Lugné-Poe, ispirandosi al Théâtre d'Art di Paul Fort, e da quest'ultimo diretto fino al 1929.
Fu artefice della affermazione del movimento simbolista in campo teatrale nella Parigi della fine del XIX secolo, così come avvenne per quanto riguarda il teatro naturalista con la fondazione del circolo teatrale Le Théâtre Libre di André Antoine quasi cinque anni prima.
Il motto era: "La parola crea la scena": l'utilizzo di scenografie essenziali e stilizzate, le ambientazioni volutamente antirealistiche, il tipo di recitazione stilizzata e l'uso di una parola salmodiata riflettono gli ideali del movimento.
Il teatro di Lugné-Poe fu aperto alla sperimentazione: mise in scena i lavori di molti autori stranieri come Wilde, Strindberg, Hauptmann, Gor´kij, D’Annunzio e anche opere indiane come il celebre dramma sanscrito Sakuntala.
Fra gli artisti che misero in scena le loro opere al Theatre de l'Œuvre ci fu il drammaturgo simbolista Maurice Maeterlinck, famoso per il suo sapiente sfruttare i momenti di silenzio del testo per creare l'atmosfera drammatica in drammi come Pelléas et Mélisande.
Il teatro è di proprietà del gruppo Vivendi.